# ماریا لانکویتس
ماریا لانکویتس (به آلمانی: Maria Lankowitz) یک منطقهٔ مسکونی در اتریش است که در ویتسبرگ واقع شده‌است. ماریا لانکویتس ۲٬۲۹۷ نفر جمعیت دارد.